# Alumni Scientiae Bohemicae
Spolek Alumni Scientiae Bohemicae z.s. (ASB), ve volném překladu Absolventi České vědy, se zaměřuje na sdružování mladých aktivních lidí, kteří se mimo své studium nebo práci věnují dalším aktivitám podporujících rozvoj a podporu nadání v České republice u dalších, především středoškolských studentů, zprostředkovávání kontaktu s akademickou a firemní sférou, popularizaci vědy, rozvoji občanské společnosti a dalším činnostem.

## Historie
Spolek Alumni Scientiae Bohemicae, z.s. byl založen 17.12. 2015 jako výsledek iniciativy českých a slovenských studentů středních a vysokých škol. Hlavním cílem iniciativy bylo lépe propojit a sblížit studenty napříč vědeckými obory tak, aby mohly být snáze reflektovány jejich potřeby směrem ke státním a dalších vzdělávacím institucím, umožňovat realizaci zájmových projektů a lépe podporovat nadané středoškolské studenty. Jádro spolku bylo tvořeno především úspěšnými českými studenty předmětových soutěží, kteří reprezentovali Českou a Slovenskou Republiku na zahraničních soutěžích. Počátkem roku 2018 byla v České republice založena první tři lokální centra s působností v Praze, Pardubicích a Brně.
V současné době členové spolku operují v 6 státech (ČR, SR, Německo, Rakousko, Velká Británie, USA).

## Aktivity spolku
Mezi hlavní aktivity spolku patří podpora a rozvoj nadaných českých studentů napříč vědními obory, tvorba komunity mladých úspěšných lidí a reflektování jejich potřeb a zájmů v rámci společenské diskuse. Vzhledem k široké působnosti členů spolku v rámci akademických institucí, vysokých škol a univerzit i v rámci podnikového sektoru tak vytváří unikátní síť operující na celém území ČR.
V rámci spolupráce s Národním institutem pro další vzdělávání (NIDV) a Středoškolskou odbornou činností (SOČ) členové spolku ralizují portfolio aktivit od pořádání besed s úspěšnými účastníky v rámci národního kola SOČ až po školení nadaných českých studentů, kteří reprezentují Českou republiku na zahraničních projektových soutěžích olympiádách typu Intel ISEF, EUCYS, a konferencích (MILSET, IWRW), Swiss Talent Forum (STF) a další. Ve spolupráci s Českým svazem vědeckotechnických společností (ČSVTS) spolek spolupracuje na přípravě studentů vysílajících na mezinárodní soutěže Beijing Youth Science Creation Competition (BYSCC) a China Adolescent Science & Technology Innovation Contest (CASTIC). V rámci další spolupráce déle pomáhají zprostředkovávat odborné stáže v rámci spolupracujících institucí.
Spolek ASB je také společně s Fakultou Chemicko-Technologickou Univerzity Pardubice (FChT UPA) spoluorganizátorem středoškolské týmové soutěže Chemiklání, které se každoročně účastní více než 300 studentů. V roce 2018 proběhl již třetí ročník této soutěže. V rámci doprovodného programu pro pedagogy jsou také realizovány rozšiřující workshopy a přednášky. Od roku 2018 je soutěž Chemiklání uvedena ve sborníku soutěží spoluvyhlašovaných MŠMT.
Spolek tak poskytuje poradenství, karierní koučink a vzdělávací aktivity pro mladé nadané studenty. Kolektiv lidí kolem spolku nadále vytváří tvůrčí platformu a inkubátor pro zajímavé projekty ať už odborného nebo vědecko-popularizačního charakteru. Jednotliví členové spolku se pak dále podílejí na organizování dalších národních i mezinárodních projektů, mezi kterými lze jmenovat například: Expedice Mars, ProStředoškoláky, Pangea.

## Významní členové spolku
- Jan Hrabovský[11][12][13] – zakládající člen a předseda spolku
- Robin Kryštůfek[14] – zakládající člen a místopředseda spolku
- Marek Novák[15][16] – zakládající člen spolku
- Karina Movsesjan (Zadorozhny)
- Marek Kovář
- Michal Vyvlečka
- Emília Petríková
- Barbora Čechová
- Ondřej Belfín[17][18][19][20] – vedoucí pražské pobočky spolku